# NGC 3051
NGC 3051 je galaksija u zviježđu Zračnoj pumpi.

## Vanjske poveznice
- SEDS: NGC 3051